# Gmina Käru
Gmina Käru (est. Käru vald) – dawna gmina wiejska w Estonii (do 2017), w prowincji Rapla. Teraz część gminy Türi w prowincji Järvamaa.
W skład gminy wchodzi:
- 8 wsi : Jõeküla, Kullimaa, Kõdu, Kädva, Kändliku, Lauri, Lungu, Sonni.